# Synagoge Augsburg

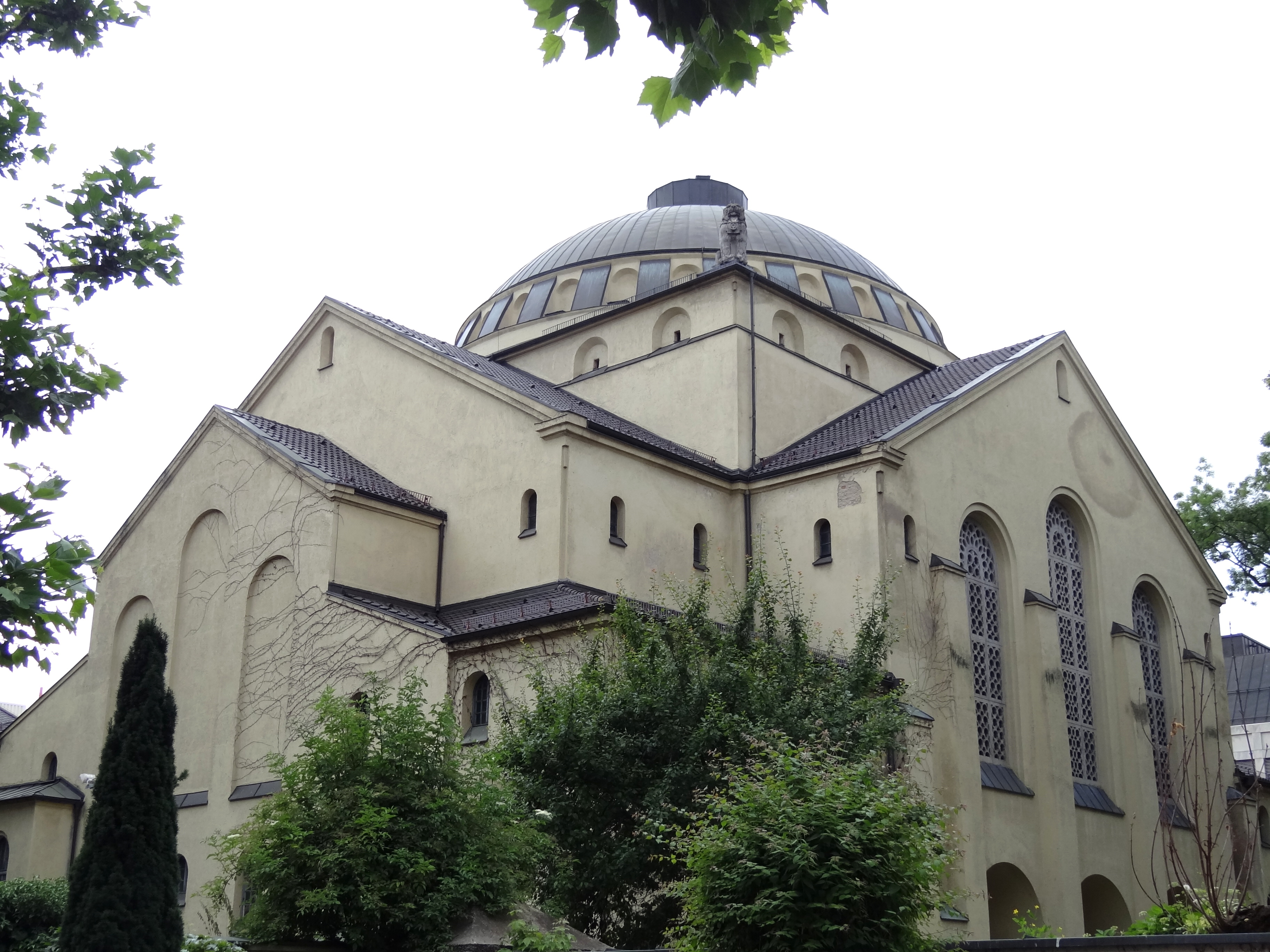
Blick auf den überkuppelten Zentralbau der Synagoge (2013)

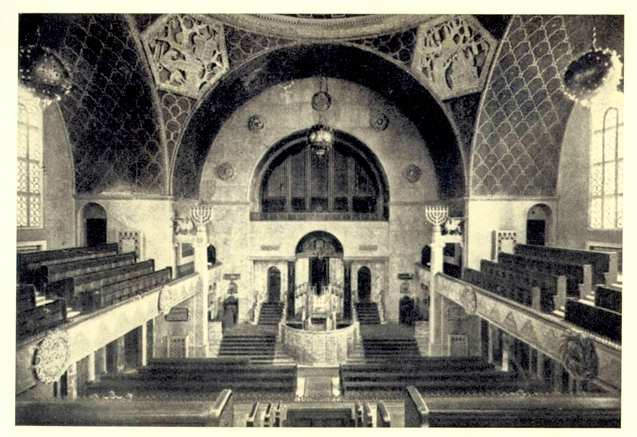
Innenansicht des Tempelraumes (1919)

Die Augsburger Synagoge dient als Kultuszentrum für die jüdische Gemeinde in Augsburg. So feiert die Israelitische Kultusgemeinde Schwaben-Augsburg dort jeden Freitagabend und jeden Samstagmorgen den Schabbat. Erbaut wurde die Synagoge zwischen 1914 und 1917 nach den Entwürfen der Architekten Fritz Landauer und Heinrich Lömpel in der Halderstraße unweit des Königsplatzes. Durch die Reichspogromnacht und die später durchgeführten alliierten Luftangriffe wurde auch die Synagoge in Augsburg in Mitleidenschaft gezogen. Erst 1963 konnte ein kleiner Teil der Synagoge wieder von der Gemeinde genutzt werden. Zwischen 1974 und 1985 wurde die Synagoge schließlich vollständig wiederhergestellt. Seit der 1985 erfolgten Wiedereröffnung beherbergt sie auch das Jüdische Museum Augsburg Schwaben. Die Synagoge kann im Rahmen des Museumsbesuchs besichtigt werden. 
Das Erscheinungsbild der Synagoge ist geprägt von Elementen des Jugendstils in Verbindung mit neobyzantinischen und orientalisierenden Details. Als bemerkenswert gilt zudem die Kombination von traditionellen Formen des landschaftsgebundenen Bauens mit einer modernen Konstruktion. Sie stellt ein herausragendes Beispiel des „neu-jüdischen“ Synagogentyps im Geist des Reformjudentums dar und dokumentiert das Selbstbewusstsein der Augsburger Juden, die zum Zeitpunkt des Neubaus seit zwei Generationen gleichberechtigt in der Stadt lebten. Sowohl der Zentralbau als auch die vorgelagerten Gemeindebauten sind als Baudenkmale in die Bayerische Denkmalliste eingetragen.

## Geschichte
Bauplatz im Stadtplan von 1905
Die jüdische Gemeinde in Augsburg war gegen Ende des 19. Jahrhunderts durch den Zuzug aus den Landgemeinden stark angewachsen, sodass die vorhandenen Räumlichkeiten der Synagoge in der Wintergasse trotz mehrerer Um- und Anbauten nicht mehr ausreichend waren. 1896 erfolgte daher die Gründung eines Synagogenbauvereins. Mit Hilfe der gesammelten Spendengelder gelang dem Verein 1903 der Erwerb des ehemaligen Degmairschen Gartengutes in der Halderstraße. 1911 erfolgte dann die Ausschreibung eines Architektenwettbewerbs für den Neubau der Synagoge. Die Architekten Fritz Landauer (1883–1968) und Heinrich Lömpel (1877–1951) gingen als Sieger aus dem Wettbewerb hervor. Am 30. April 1914 fand die Grundsteinlegung für den dringend benötigten Neubau statt. Aufgrund des Ersten Weltkrieges gerieten die Arbeiten jedoch ins Stocken und konnten erst 1917 abgeschlossen werden. Die neue Synagoge wurde am 4. April 1917 feierlich eröffnet. 1917 erhielt die Synagoge auch eine zweimanualige Orgel für 14000 Goldmark der Augsburger Firma Koulen & Sohn mit 32 Registern und pneumatischer Traktur.
In der Reichspogromnacht vom 9. auf den 10. November 1938 verschafften sich Nationalsozialisten Zutritt zur Synagoge und zerstörten Teile der Inneneinrichtung. Zudem wurde der Tempelraum in Brand gesetzt. Die herbeigerufene Feuerwehr löschte das Feuer jedoch rasch wieder, da man die Explosion des hinter der Synagoge befindlichen Tanklagers befürchtete. Männer der Gestapo untersuchten anschließend den Brandort und äußerten umgehend den Verdacht, dass jüdische Gemeindemitglieder das Feuer selbst entzündet hätten.
Aufgrund der in der Nacht entstandenen Schäden war eine Nutzung durch die jüdische Gemeinde unmöglich geworden. In die vorgelagerten Gemeindebauten wurden mehrere städtische Einrichtungen, wie etwa die Wohlfahrtsstelle oder die Kleiderkammer, einquartiert. Die Synagoge diente jedoch auch als Sammellager für Deportationen jüdischer Familien aus Schwaben. 

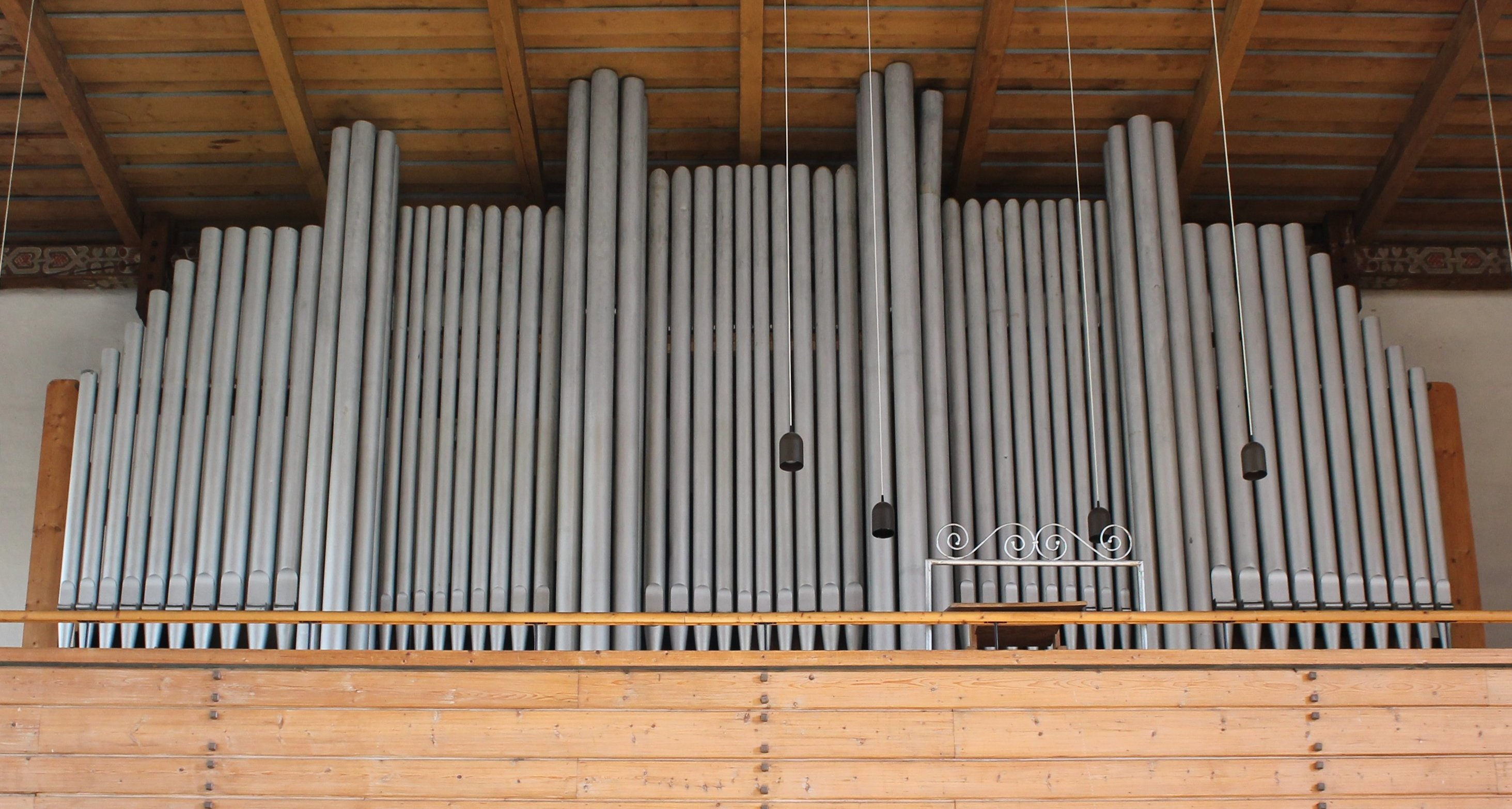
Die ehemalige Orgel der Augsburger Synagoge in der Weßlinger Kirche

Die Orgel war durch den Brand unspielbar geworden. Um zu verhindern, dass die Nazis diese u. a. zur Metallgewinnung ausschlachten, verkaufte der Rabbiner sie 1940 an einen befreundeten Pfarrer in Weßling. Sie wurde 1941 in die dortige katholische Pfarrkirche Christkönig gebracht. Bei dieser aus der Not heraus entstandenen Aktion zeigte sich, dass die Orgel für die Kirche zu groß war. Deshalb wurden erst einmal Teile der Decke entfernt, damit die größten Pfeifen Platz fanden. Später wurde das Problem durch Kröpfen der größten Pfeifen beseitigt und die Orgel restauriert. Sie war dort 2017 immer noch in Gebrauch.
Ab 1941 bis zum Ende des Zweiten Weltkrieges nutzen die städtischen Bühnen den Tempelraum als Kulissenlager. Die beiden Gemeindebauten wurden ab 1942 von der NS-Volkswohlfahrt und einem Luftwaffen-Gaustab in Anspruch genommen. Zugleich war auf der Spitze der Kuppel eine Flak-Stellung untergebracht.
Nach Kriegsende wurde die Synagoge bis zum 16. Mai 1945 notdürftig wieder hergerichtet und in beschränktem Umfang geöffnet. Es dauerte viele Jahre, bis die Synagoge wieder ihrem ursprünglichen Nutzen zugeführt werden konnte. Die sogenannte „Kleine Synagoge“ wurde ab dem 15. Dezember 1963 wieder von der jüdischen Gemeinde genutzt. In den Jahren von 1974 bis 1985 erfolgte dann die Wiederherstellung der übrigen Synagoge (offizielle Einweihung am 1. September 1985) unter dem langjährigen Vorsitzenden der Israelitischen Kultusgemeinde Schwaben-Augsburg, Julius Spokojny.

## Architektur

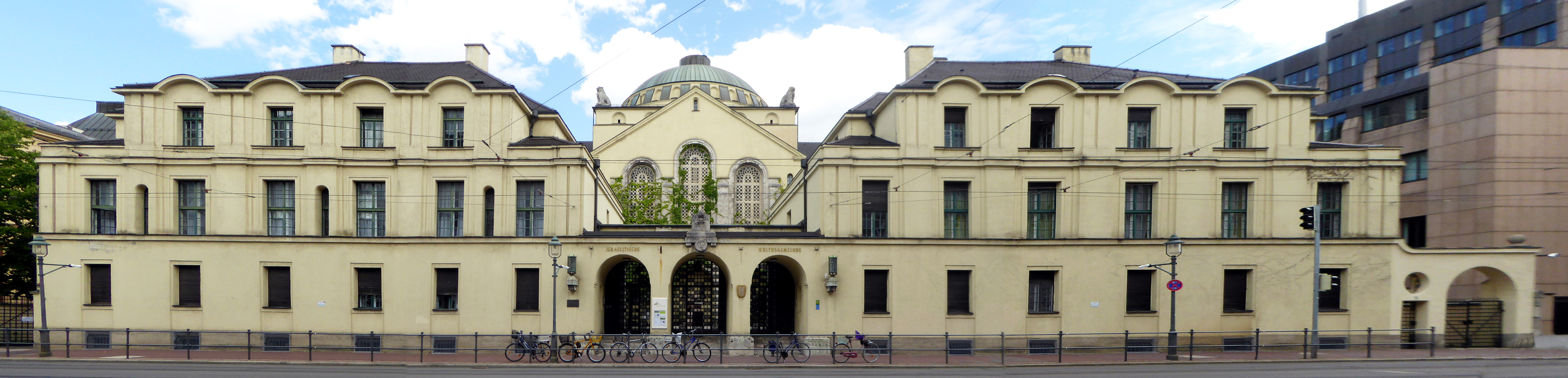
Die Südseite der Synagoge zur Halderstraße

Die Synagoge besteht aus mehreren Gebäudeteilen. Der Zentralbau mit dem Tempelraum liegt leicht zurückversetzt und wird durch zwei symmetrisch angeordnete Gemeindebauten von der Halderstraße abgetrennt. Zwischen den Gemeindebauten liegt eine Eingangshalle mit drei Durchgangsbögen. Die Gemeindebauten sind durch zwei Seitentrakte mit dem Zentralbau verbunden. Der östlich gelegene Seitentrakt beinhaltet den Trausaal und die Werktagssynagoge. Im gegenüberliegenden westlichen Seitentrakt befindet sich eine Vorhalle mit einer Garderobe und einem Brunnen zur rituellen Handwaschung. Mittig liegt der begrünte Innenhof mit einem Sphinxbrunnen.
Im Grundriss stellt sich der Zentralbau als gleicharmiges Kreuz dar. Die Mitte des Zentralbaus ist mit einer Stahlbetonkuppel bedeckt. Seitlich schließen sich vier kurze Satteldächer daran an, die von insgesamt vier steinernen Löwen eingerahmt werden. Der im Inneren gelegene Tempelraum ist nach Osten orientiert.